# هویسکاتونگو
هویسکاتونگو (به اسپانیایی: Huiscatongo) یک کوه در پرو است که در Peru, Cusco Region, Chumbivilcas Province واقع شده‌است. هویسکاتونگو ۵٬۲۰۰ متر بالاتر از سطح دریا واقع شده‌است.